# Pseudobithynia hamicensis
Pseudobithynia hamicensis is een slakkensoort uit de familie van de Bithyniidae. De wetenschappelijke naam van de soort is voor het eerst geldig gepubliceerd in 1939 door Pallary.